# Buchałów
Buchałów (niem. Buchelsdorf) – wieś w Polsce, położona w województwie lubuskim, w powiecie zielonogórskim, w gminie Świdnica.
W latach 1975–1998 miejscowość administracyjnie należała do województwa zielonogórskiego.

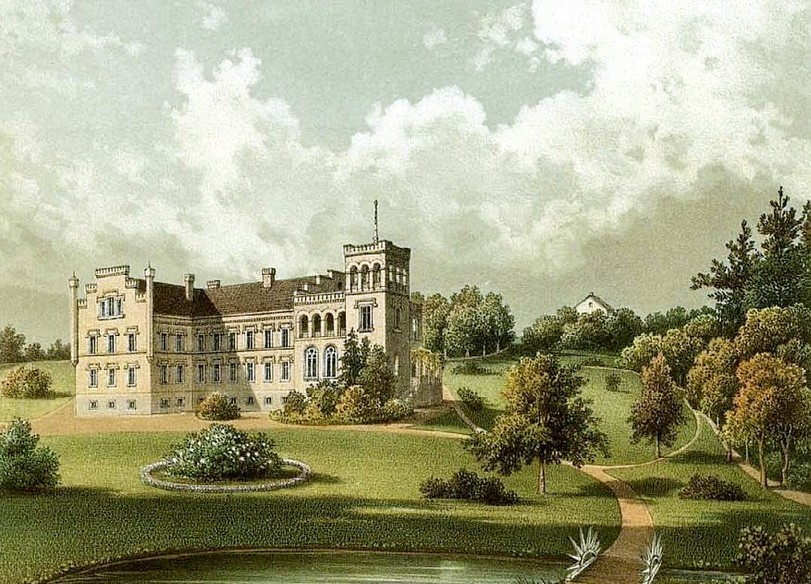
Pałac w Buchałowie na litografii z 2. poł. XIX w.

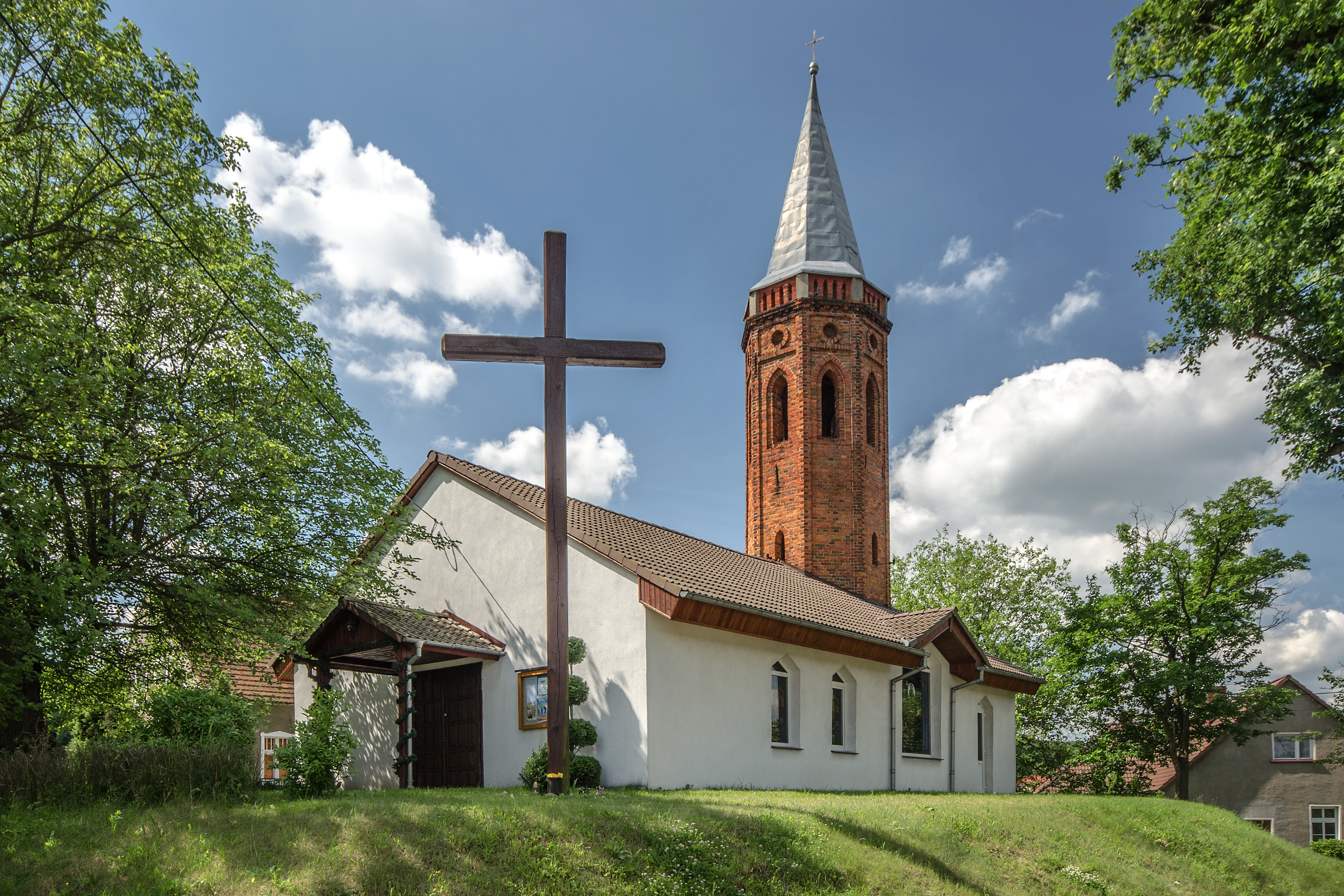
Kościół św. Jerzego Męczennika

Wieś o średniowiecznym rodowodzie (buchałowski kościół wspominany jest w dokumentach z 1376 r.) Miejscowość o bogatych tradycjach winiarskich. Posiadała pałac w stylu neogotyckim (przebudowany w latach 1851–1853) otoczony romantycznym ogrodem w stylu angielskim. Po wojnie znacjonalizowany, popadł w ruinę i został wyburzony. Do dziś pozostało kilka budynków gospodarczych, w tym rzadki domek winiarski z 1874 roku, zaś park pałacowy zdziczał.
Obecny kościół pw. św. Jerzego Męczennika składa się z neogotyckiej wieży wybudowanej w 1860 roku jako wiejska dzwonnica oraz dobudowanego w latach 90. XX wieku kościoła.
W miejscowości jest przystanek kolejowy Buchałów.